# کاچاروو
کاچاروو (به صربی: Kačarevo) یک منطقهٔ مسکونی در صربستان است که در City of Pančevo واقع شده‌است. کاچاروو ۳۹٫۷۱ کیلومتر مربع مساحت و ۷٬۱۰۰ نفر جمعیت دارد و ۸۰ متر بالاتر از سطح دریا واقع شده‌است.